# Gela Point
Der Gela Point (englisch; bulgarisch нос Гела nos Gela) ist eine Landspitze an der Südküste der Livingston-Insel im Archipel der Südlichen Shetlandinseln. Auf der Roschen-Halbinsel liegt sie als Ausläufer des Yambol Peak 5,1 km ostnordöstlich des Botev Point, 0,7 km ostsüdöstlich des Yambol Peak und 4,1 km westsüdwestlich des Samuel Point an der Westseite der Einfahrt zur Chavei Cove.
Bulgarische Wissenschaftler kartierten sie im Zuge der Vermessung der Tangra Mountains zwischen 2004 und 2005. Die bulgarische Kommission für Antarktische Geographische Namen benannte sie 2006 nach der Ortschaft Gela in den zentralen Rhodopen im Süden Bulgarien.